# یوکی اوچیاما
یوکی اوچیاما (ژاپنی: 内山 裕貴؛ زادهٔ ۷ مهٔ ۱۹۹۵) بازیکن فوتبال اهل ژاپن است.
از باشگاه‌هایی که در آن بازی کرده‌است می‌توان به باشگاه فوتبال هوکایدو کونسادول ساپورو و باشگاه فوتبال گاینار توتوری اشاره کرد.